# 猪飼雄一
猪飼 雄一（いかい ゆういち、1983年1月25日 - ）は、元NHKのアナウンサー。

## 来歴・人物
岡山県生まれ、東京都育ち。慶應義塾高等学校を経て慶應義塾大学卒業後、2005年NHK入局。
2013年の青森放送局在局中に脳幹出血で倒れ、一時療養していたが、札幌放送局に異動し復帰を果たした。
2019年3月付けで退職。北海道札幌市にてアスリート派遣事業を行う一般社団法人A-bank北海道の運営に携わっている。その傍らフリーアナウンサーとしても活動しており、NHK札幌放送局が制作した番組「勝手に妄想TV」で久しぶりのNHK出演を果たした。
2023年2月13日より、エフエム北海道（AIR-G'）のMorning Morning!のメインパーソナリティを担当。

## 現在の出演番組
エフエム北海道
- Morning Morning!（2023年2月 - 2025年3月28日）

## 過去の出演番組
NHKアナウンサーとして
- 北スペシャル（2011年度 - 2012年7月）
- いくぞ〜!北の出会い旅
- あっぷるワイド・キャスター（2013年4月 - 2013年6月）
- 穴場ハンター（2016年4月 - 2018年1月）
- 北海道地方のニュース・中継・リポート
- 北海道道北のニュース
- 青森県のニュース
- NHKニュースあおもり845
- スポーツ中継

フリーアナウンサーとして
- 勝手に妄想TV（2019年8月15日）

## 同期のアナウンサー
- 新井隆太
- 打越裕樹
- 金城均
- 久保田祐佳
- 黒田信哉
- 越塚優
- 佐々木智一
- 佐藤俊吉
- 三條雅幸
- 田中逸人
- 田所拓也
- 戸部眞輔
- 中村愛（退職）
- 中村慶子
- 西川順一
- 藤澤義貴
- 松岡孝行
- 三輪洋雄
- 山田大樹
- 吉武崇（退職）
- 與那嶺紗希子（退職）